# Mucsi Kristóf
Mucsi Kristóf (1992. szeptember 16. –) magyar színész.

## Életpályája
1992-ben született. Édesapja ifj. Mucsi Sándor színész, édesanyja Gaál Ildikó rendező. Testvére Mucsi Balázs látványtervező. 2014-2019 között a Kaposvári Egyetem színművész szakán tanult. 2019-2021 között a kaposvári Csiky Gergely Színház tagja volt.

## Filmes és televíziós szerepei
- Mintaapák (2021) ...Instruktor
- Post mortem (2020) ...Iker
- Drága örökösök (2020) ...Haver
- Doktor Balaton (2020) ...Tibi
- Brigi és Brúnó (2022) ...Férfi
- Drága örökösök – A visszatérés (2024) ...Civil ruhás rendőr